# Hjörleifshöfði
La Hjörleifshöfði, toponyme islandais signifiant littéralement « la résidence d'Hjörleifr », est une colline d'Islande située dans le Sud du pays. Cette ancienne île de l'océan Atlantique est entourée par le Mýrdalssandur, ses falaises la ceinturant contrastant avec la platitude de cette plaine littorale.
Juste au sud de la Hjörleifshöfði se trouvent les anciens stacks de Lásadrangur et Arnardrangur.

## Histoire
La Hjörleifshöfði est l'un des premiers lieux de peuplement de l'Islande dont l'épisode est consigné dans le Landnámabók.
La colline est nommée d'après Hjörleifr Hróðmarsson, le beau-frère de Ingólfr Arnarson, premier colon d'Islande établi dans la région au début du IXe siècle. Hjörleifr possède une ferme au bord des falaises méridionales de la colline, face à l'océan Atlantique. Ses esclaves irlandais se révoltent un jour, le tue et prennent la fuite en direction des îles Vestmann qui portent depuis leur nom. Par vengeance, Ingólfr les pourchasse et les exécute un à un dans l'archipel et délivre les femmes qu'ils détenaient.

## Dans la culture
Certaines scènes du film Rogue One: A Star Wars Story et le clip de Who Is It de Björk ont été tournés près de la Hjörleifshöfði.

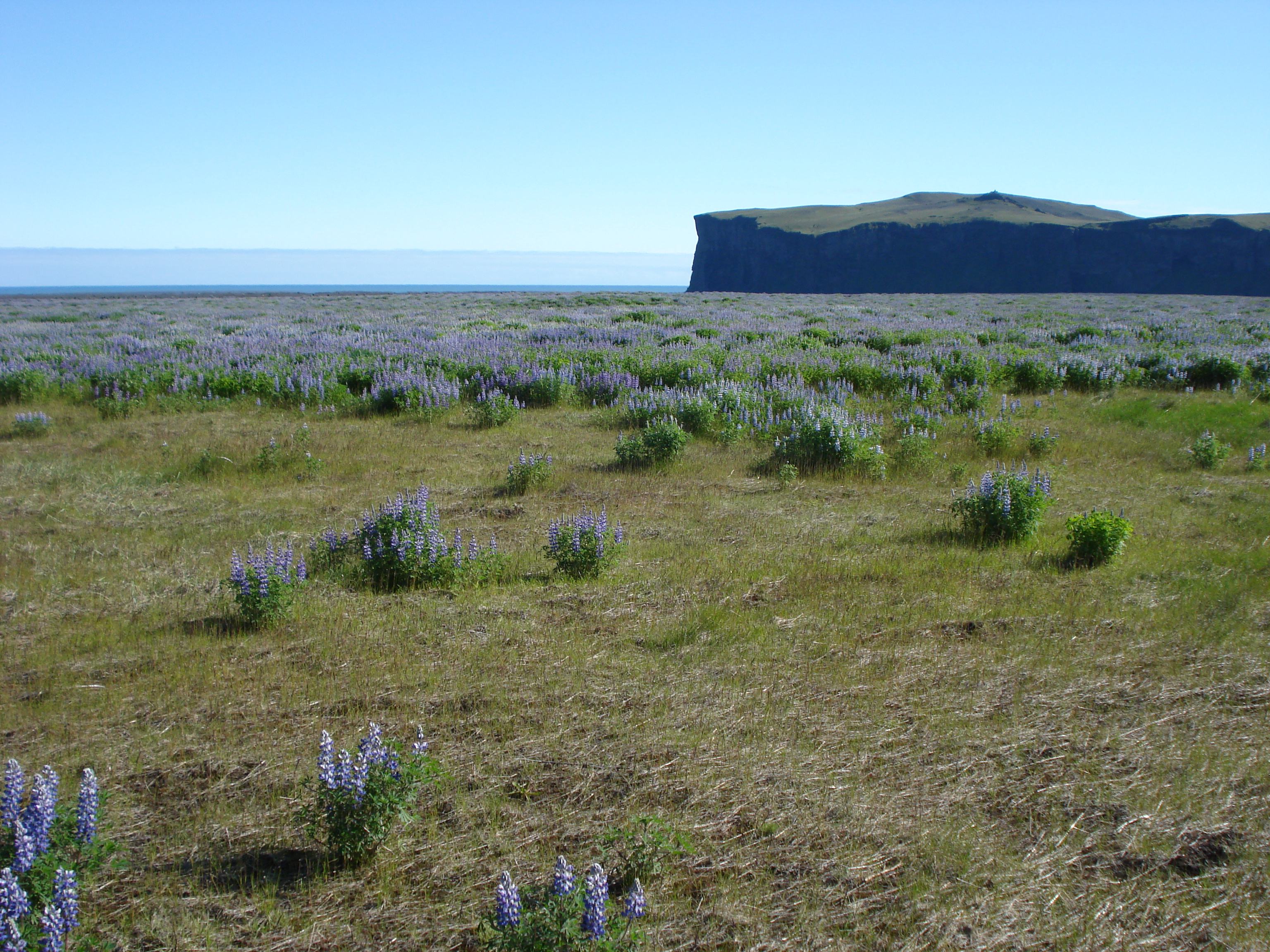
Le Hjörleifshöfði et ses falaises dominant le Mýrdalssandur.